# Carl Bock
Pour les articles homonymes, voir Bock (homonymie).
Carl Bock est un naturaliste et un explorateur norvégien, né le 17 septembre 1849 à Copenhague et mort le 10 août 1932.

## Biographie
Il part en Grande-Bretagne à 19 ans. Il travaille d’abord à Grimsby avant de venir à Londres. Il a la chance de pouvoir fréquenter les cercles aristocratiques et scientifiques de la capitale. Il fait alors la rencontre d’Arthur Hay, neuvième marquis de Tweeddale (1824-1878) qui dirige alors la Zoological Society of London. Cet ornithologue possède de riches collections zoologiques. Afin de les enrichir, il envoie Carl Bock dans l’archipel Malais en 1878. Quelques mois plus tard, son voyage dans l'île de Timor est annulé à la suite du décès de son commanditaire.
À Batavia, il rencontre le gouverneur-général de la colonie, Van Lansberghe, qui le charge de partir visiter le sud-est de Bornéo. Jusque-là ses habitants, les Dayak, avaient vigoureusement interdit l’entrée de leur territoire aux Européens et possédaient une réputation de coupeurs de tête. Il est accompagné par le sultan de Kutai. C’est au cours de ce voyage que Bock découvre l’orang-outan. Il publie le récit de son voyage en néerlandais en 1881.
Ensuite, en 1881-1882, il explore la Thaïlande et le Laos.

## Ouvrages
- Descriptions of two new Species of Shells from China and Japan (1878).
- List of Land and Freshwater. Shells collected in Sumatra and Borneo, with Descriptions of new Species (1881).
- The Head Hunters of Borneo; A Narrative of Travel up the Mahakkam and Down the Barito; Also, Journeyings in Sumatra (1882).
- Temples and Elephants: The Narrative of a Journey of Exploration Through Upper Siam and Lao (1884).

## Dessins

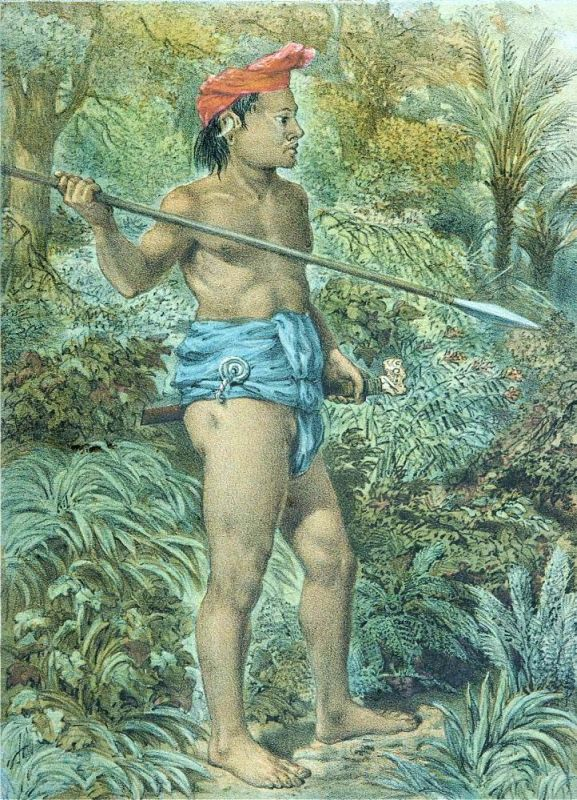
Un Punan Bah (en). Lithographie de C.F. Kelley, dessin de Carl Bock.
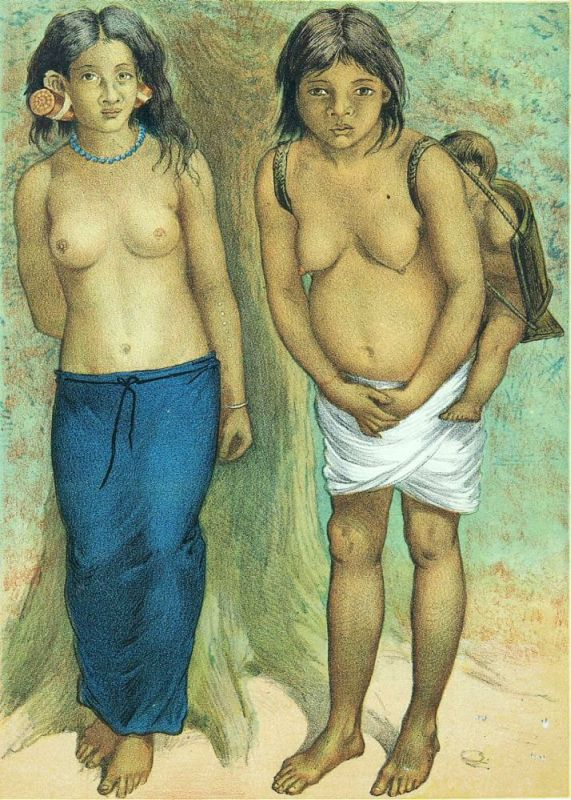
Des Punan Bah (en). Lithographie de C.F. Kelley, dessin de Carl Bock.
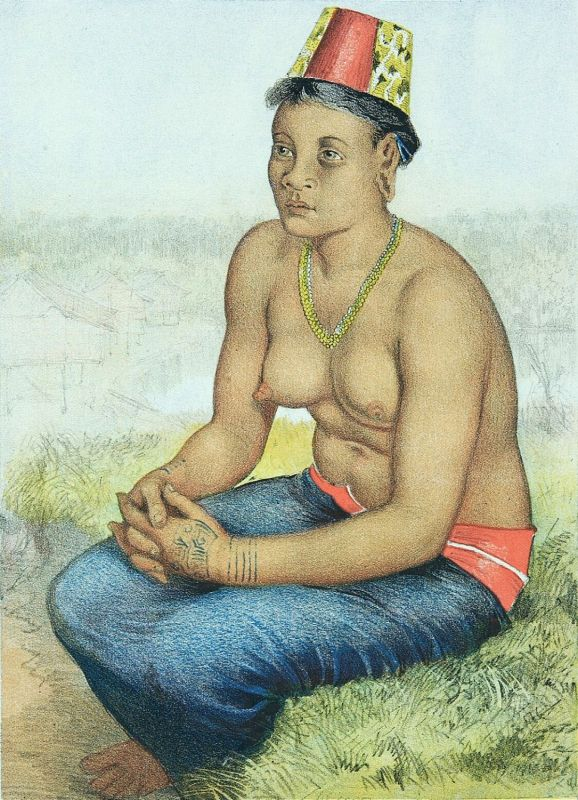
La Belle de Long Wai (id).Lithographie de C.F. Kelley, dessin de Carl Bock.
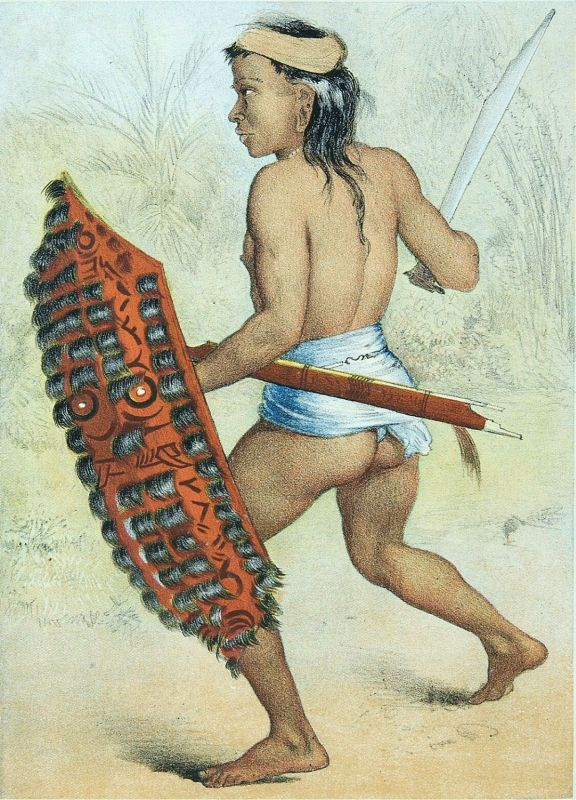
Un danseur dayak. Lithographie de C.F. Kelley, dessin de Carl Bock.
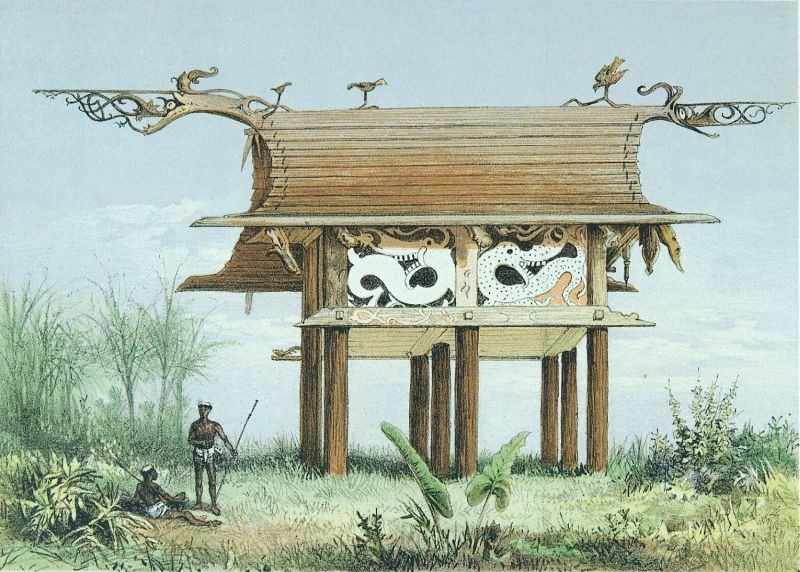
Tombe de la famille de Radja Sinen. Lithographie de C.F. Kelley, dessin de Carl Bock.